# Ким
 Тази статия е за вида растения.  За рода вижте Ким (род).  
Кимът (Carum carvi) е растение от семейството на моркова и магданоза – Сенникови (Apiaceae). Произхожда от Евразия и Северна Африка. Култивирано е било в Египет още 1500 г. пр.н.е.
Използва се като подправка предимно в хлебни произведения и напитки. В Чехия има вид хляб (кимовий), в който се слага тази подправка. Има остър аромат, подобен на този на анасона. Семената обикновено се използват цели.
Имат остър анасонов аромат и вкус. Ароматът е от етеричните масла – основно от карвон и лимонен.
Използва се и като подправка в супи, сирена и ликьори, особено централно-европейската и скандинавските кухни.
Чай, направен от семената, е полезен при колики.
Маслото от ким се използва и като ароматизатор в козметиката (за сапуни, лосиони и парфюми).